# L'Évangile du jour
Ne doit pas être confondu avec Évangile du jour.
L'Évangile du jour est un recueil de 18 tomes, composé presque exclusivement d'écrits de Voltaire, mais aussi de Jean Le Rond d'Alembert, François Achard Joumard Tison, marquis d'Argence, Jean-Pierre Biord, Charles Borde, Stanislas de Boufflers, Catherine II, Jean-Marie-Bernard Clément, Nicolas de Condorcet, Michel de Cubières, César Chesneau Dumarsais, Frédéric II, Paul Thiry d'Holbach, l'empereur Julien, Laurent Angliviel de La Beaumelle, Jean-François de La Harpe, Paul-Henri Mallet, Louis-Sébastien Mercier, Nicolas François de Neufchâteau, Claude-Carloman de Rulhière, Louis Phélypeaux de Saint-Florentin, Nicolas-Claude Thieriot, John Toland, Bernard-Louis Verlac de La Bastide, Claude-Henri de Fusée de Voisenon, Augustin Louis de Ximénès, ainsi que le baron Benedetto Patono ou Joseph Michel Antoine Servan.
Le recueil est imprimé sous la fausse adresse de Londres (en fait à Amsterdam), par Marc-Michel Rey, de 1769 (vers mi-mars pour les trois premiers volumes) à 1780.

## Tome I (1769)[3]
- Les Colimaçons du révérend père l'Escarbotier
- Conseils raisonnables à M. Bergier
- Discours aux confédérés catholiques de Kaminiek en Pologne
- Les Droits des hommes et les usurpations des autres
- L’Épître aux Romains
- Homélie du Pasteur Bourn
- Fragment d'une lettre de Lord Bolingbroke
- La confession de foi des théistes
- Remontrances du corps des pasteurs du Gévaudan

Le tome I a une seconde édition augmentée de 1772 qui contient de plus:
- Sermon du papa Nicolas Charisteski
- Le Tocsin des rois

## Tome II (1769)[4]
- Examen de la nouvelle histoire de Henri IV de M. de Bury, par M. le marquis de B***, lu dans une séance d'Académie, avec des notes [de Voltaire]
- Le Président de Thou justifié contre les accusations de M. de Buri
- L'A, B, C, dialogue curieux

## Tome III (1769)[5]
- Le Marseillois et le lion
- Les Trois Empereurs[6] en Sorbonne
- Lettre de M. le marquis d'Argence (du 20 juillet 1765)
- Lettre de M. de Voltaire à M. le marquis d'Argence (24 août 1765)
- Réponse de M. de Voltaire à M. l'abbé d'Olivet (5 janvier 1767)
- Lettre de M. de Voltaire à M. Élie de Beaumont (20 mars 1767)
- Déclaration juridique de la servante de Mme Calas
- Lettre d'un membre du conseil de Zurich
- Anecdote sur Bélisaire
- Seconde anecdote sur Bélisaire
- Lettre de l'archevêque de Cantorbéry à l'archevêque de Paris
- Lettre pastorale à M. l'archevêque d'Auch
- La prophétie de la Sorbonne
- Instruction pastorale de l'évêque d'Alétopolis
- À Warburton
- Essai historique et critique sur les dissensions des Églises de Pologne
- Lettre d'un avocat au nommé Nonnotte, ex-jésuite
- Lettre sur les panagériques par Irénée Aléthès
- Lettres à Son Altesse Monseigneur le Prince de ***, sur Rabelais, etc

## Tome IV (1769)
- Le Pirronisme de l'histoire
- Les Singularités de la nature

## Tome V (1769)[7]
- Discours de l'empereur Julien
- La Canonisation de Saint Cucufin
- Lettres de Monseigneur l'évêque d'Annecy à M. de Voltaire, aves les réponses et une lettre de M. de Saint-Florentin à Monseigneur l'évêque d'Annecy (13 juin 1768)
- Confession de foi de M. Voltaire
- Cinquième homélie prononcée à Londres
- Le Cri des nations

## Tome VI (1769)[8]
- Lettres d'Amabed
- Histoire de la félicité par M. l'abbé de Voisenon
- Supplément aux causes célèbres. Procès de Claustre
- Adam et Ève, poème
- Les Trois Épîtres (à Boileau, à l'auteur du nouveau livre des trois imposteurs, à Saint-Lambert)

## Tome VII (1770)[9]
- De la paix perpétuelle, par le docteur Goodheart
- Instruction du gardien de capucins de Raguse à frère Pediculoso
- Tout en Dieu, commentaire sur Malebranche
- Dieu et les hommes, œuvre théologique, mais raisonnable

## Tome VIII (1770)
- Réflexions philosophiques sur la marche de nos idées (par M. l'avocat de La Bastide [Bernard Louis Verlac de La Bastide])
- Lettre d'un avocat à M. d'Alembert [par Paul-Henri Mallet][10]
- Le Symbole d'un laïque, ou la profession de foi d'un homme désintéressé [par d'Holbach][11]
- Diverses épîtres écrites de la campagne[12]
- Les Adorateurs ou les louanges de Dieu
- Requête à tous les magistrats du royaume
- Défense de Louis XIV
- Pensées détachées de l'abbé de Saint-Pierre

Dans l'exemplaire de la collection Beuchot (290), on trouve, à la suite de ce tome VIII, une plaquette contenant:
- Dieu. Réponse au Système de la nature
- Fonte (Art de jeter en fonte des figures considérables d'or ou de bronze)
- Au Roi en son conseil pour les sujets du roi qui réclament la liberté de la France contre des moines bénédictins devenus chanoines de Saint-Claude en Franche-Comté
- Anecdotes sur Fréron

## Tome IX (1773)
- Jean Hennuyer, évêque de Lisieux, drame (par Louis-Sébastien Mercier)
- Le Dépositaire
- Les Systèmes
- Les Cabales
- La Bégueule
- Jean qui pleure et qui rit (avec la Réponse à M. de Voltaire par M. l'abbé de Voisenon)
- Sur le procès de Mlle Camp
- Réponse à M. l'abbé de Caveyrac
- Stances pour le 24 Auguste ou Aoust 1772
- Lettre de M. l'abbé Pinzo au surnommé Clément XIV

## Tome X (1773)
- Les Lois de Minos, tragédie avec des notes de M. de Morza
- Épître à Boileau ou mon testament
- Épître à Horace
- Réponse d'Horace à M. de Voltaire par M. de la H[arpe]
- Épître à l'auteur du nouveau livre des trois imposteurs
- La Loi naturelle, poème
- Le Père Nicodème et Jeannot
- Quelques petites hardiesses de M. Clair
- Lettre de M. Thiriot à Mme du P***
- Discours en vers sur les disputes, par M. de Rulière
- Discours de Maître Belleguier, ancien avocat
- Prière à Dieu
- Le Philosophe, par M. du Marsay
- Éloge des beaux-arts et de Louis XIV par M. le marquis de Chimène
- Lettre de M. Thiriot à M. de Ville établi à la Martinique
- Extrait d'une lettre de M. Clément de Dijon à M. de Voltaire, du 6 décembre 1769
- Lettre du roi de Prusse à M. d'Alembert (28 juillet 1770)
- Lettre de l'impératrice de Russie, Catherine II (9 juillet 1766). Pièces authentiques annexées à cette lettre
- Dialogue aux Champs-Élysées entre Descartes et Christine reine de Suède [par d'Alembert]
- Lettre de M. de Voltaire à M. Pigal
- Ode sur la mort de Son Altesse Royale madame la princesse de Bareith (avec une note et une addition nouvelle de M. de Morza)
- Lettre de M. de Voltaire au roi de Prusse (1er février 1773)
- Déclaration de M. de Voltaire sur le procès entre M. le comte de Morangiès et les Verron
- Réponse d'un avocat à l'écrit intitulé : Preuves démonstratives en fait de justice
- Nouvelles probabilités en fait de justice

## Tome XI (1774)
- Le Taureau blanc
- Fragments sur l'Inde, sur le général Lalli et sur le comte de Morangiès
- Oraison funèbre de Charles-Emmanuel, roi de Sardaigne et duc de Savoie, prononcé [sic] le 17 mars 1773 par M***, vicaire de la paroisse de S*** à Chambéry [attribuée à l'avocat général Joseph Michel Antoine Servan ou au baron Benedetto Patono]

## Tome XII (1775)
- Don Pèdre roi de Castille
- Éloge historique de la raison
- De l'Encyclopédie
- Petit écrit sur l'arrêt du conseil, du 13 septembre 1774
- La Tactique
- Histoire de Jenni ou le sage et l'athée

## Tome XIII (1778)
- Lettre chinoises, indiennes et tartares. À M. Paw. Par un bénédictin. Avec plusieurs autres pièces intéressantes

## Tome XIV (1778)
- Un Chrétien contre six Juifs
- Poésies de M. de Voltaire [dont toutes ne sont pas de Voltaire]
- Réponse de Voltaire à M. l'abbé de La Chau (21 mars 1776)
- Remontrances du pays de Gex au roi, rédigées par M. de Voltaire

## Tome XV (1778)
- Dialogues d'Evhémère
- Lettre à MM. de l'Académie française sur la nouvelle traduction de Shakespeare

## Tome XVI (1780)
- Éloge et Pensées de Pascal. Nouvelle édition commentée, corrigée et augmentée

## Tome XVII (1780)
- Prix de la justice et de l'humanité, en 28 articles[13]

## Tome XVIII (1780)
- Le Nazaréen ou le christianisme des juifs, des gentils et des mahométans, traduit de l'anglais de Jean Toland[14]